# 馴れ合い (2ちゃんねる・5ちゃんねるカテゴリ)
馴れ合い（なれあい）は、匿名掲示板2ちゃんねる（2ちゃんねる (2ch.net)、2ちゃんねる (2ch.sc)、5ちゃんねる）のカテゴリの1つである。各種自己紹介・馴れ合い・OFF会に関する話題を話す板をまとめている。

## 歴史
- 1999年5月30日 現夢・独り言板新設(当時は独り言板)
- 1999年9月13日 ほのぼの板新設
- 1999年11月2日 Off会板新設
- 1999年11月9日 自己紹介板新設
- 2002年11月5日 Off会板を分割して定期OFF板・突発OFF板新設
- 2003年6月23日 大規模OFF板新設

## 板一覧
6個の板からなる。（2009年6月現在）

### 自己紹介板
2ちゃんねるの固定ハンドルが自己紹介をするための板。正式名称は「自己紹介＠2ch掲示板」。多くの板のトップページに「馴れ合いは自己紹介板へ」と明記されている様に、運営から馴れ合い的利用が許可されている板である。

#### 歴史
- 1999年11月9日 - サーバ新設(etc)
- 2006年12月27日 - サーバ移転(life7→life8)
- 2007年5月17日 - ID末尾に携帯PCの判別記号導入
- 2007年11月8日 - 「自己紹介板wiki」誕生[要出典]
- 2007年12月4日 サーバ移転(→life9)
- 2008年7月6日 サーバ移転(→changi)
- 2009年3月22日 サーバ移転(→hideyoshi)
- 2010年7月29日 サーバ移転(→toki)
- 2011年12月5日 サーバ移転(→toro)

### ほのぼの板
ほのぼのとした雑談をするための板。煽ることや特定の人物を叩くことを禁止している。正式名称は「ほのぼの＠2ch掲示板」。

### 夢・独り言板
日記、独り言などをするための板。正式名称は「夢・独り言＠2ch掲示板」。

### 大規模OFF板
大規模OFF板（だいきぼおふいた）とは2ちゃんねる挙げての大規模なオフラインミーティングに関して、盛り上がる板である。
2003年6月7日に日本で公開された映画「マトリックス・リローデッド」の2ちゃんねるオフラインミーティングで、参加者全員が黒いスーツに慶弔用の黒ネクタイ、サングラスを扮装してエージェント・スミスにコスプレして街中を歩く企画（マトリックスオフ）が盛り上がったことがきっかけとなって作られた。

### 定期OFF板
定期OFF板は小規模で定期的なオフを扱う板である。

### 突発OFF板
突発的なオフ（告知から一週間以内が目安）を扱う板である。2ちゃんねるではOFF板以外でのOFF参加募集を禁止しており、需要に応じて運営側がユーザーに提供したのが始まりである。正式名称は突発OFF＠2ch掲示板。
初期では募集告知･詳細折衝･合流など全てに於いて掲示板上でのやり取りが主であったが、一時期を境に【釣り】と呼ばれる悪質ないたずらが横行した為、昨今ではスレッドに連絡先のみを書き込みメールのやり取りを以ってオフが開催されている。